# ماچیکو تزوکا
ماچیکو تزوکا (انگلیسی: Machiko Tezuka؛ زاده ۲۵ فوریهٔ ۱۹۸۶) خواننده پاپ زن اهل ژاپن است.